# Cichoń
Cichoń (929 m) – szczyt w Beskidzie Wyspowym, położony w tzw. paśmie Ostrej. Na mapie Geoportalu brak takiego szczytu, opisano natomiast w tym miejscu dwa wierzchołki: Tokań (922 m) i Księża Góra (924 m), a nazwa Cichoń oznacza część lasu na ich północno-zachodnich stokach. Przez miejscową ludność nazywany był Tokoniem, co mogłoby wskazywać, że kiedyś odbywały tu swoje toki głuszce. Obecnie miejscowa ludność używa nazwy Cichoń.
Na Cichoniu graniczą z sobą cztery wsie: Słopnice, Stara Wieś, Młyńczyska i Zalesie. Góra jest porośnięta lasem, najwyżej podchodzą pola uprawne od strony południowo-zachodniej (osiedle Piechotówka należące do wsi Słopnice i osiedla Szlagi należące do wsi Zalesie). Ze ścieżki turystycznej prowadzącej górnym skrajem lasu ponad tymi polami uprawnymi rozległe widoki. Widać: Gorc, Turbacz, Jasień, Krzystonów, pobliską Mogielicę i Łopień, a z tyłu za nimi Śnieżnicę. W dolnych partiach występuje głównie buczyna karpacka, wyżej lasy iglaste z przewagą świerka i jodły. Spływające z jego zboczy potoki są dopływami rzeki Słopniczanka i Potoku Starowiejskiego (zlewnia rzeki Łososiny), oraz potoków Jastrzębik i Zbludza (zlewnia Dunajca).
Na północnych zboczach Cichonia, nieco ponad polami uprawnymi wsi Stara Wieś, leśna ścieżka edukacyjna prowadząca przez znane z obfitości grzybów tereny (m.in. obfite wysypy rydzów). Zaczyna się ona w lesie, przy drodze Limanowa – Kamienica estetycznie wykonanymi tablicami dydaktycznymi i prowadzi przez las przecinając koryto potoku Stara Wieś. Po wyjściu z lasu na jego skraju biwak – ławki i stoły dla turystów. Z biwaku widoki w kierunku północnym i zachodnim na Jabłoniec, Kamionną i Pasmo Łososińskie Jaworza i Sałasza. Od biwaku można podejść w górę, skąd odsłaniają się widoki na południową stronę.

## Przypisy

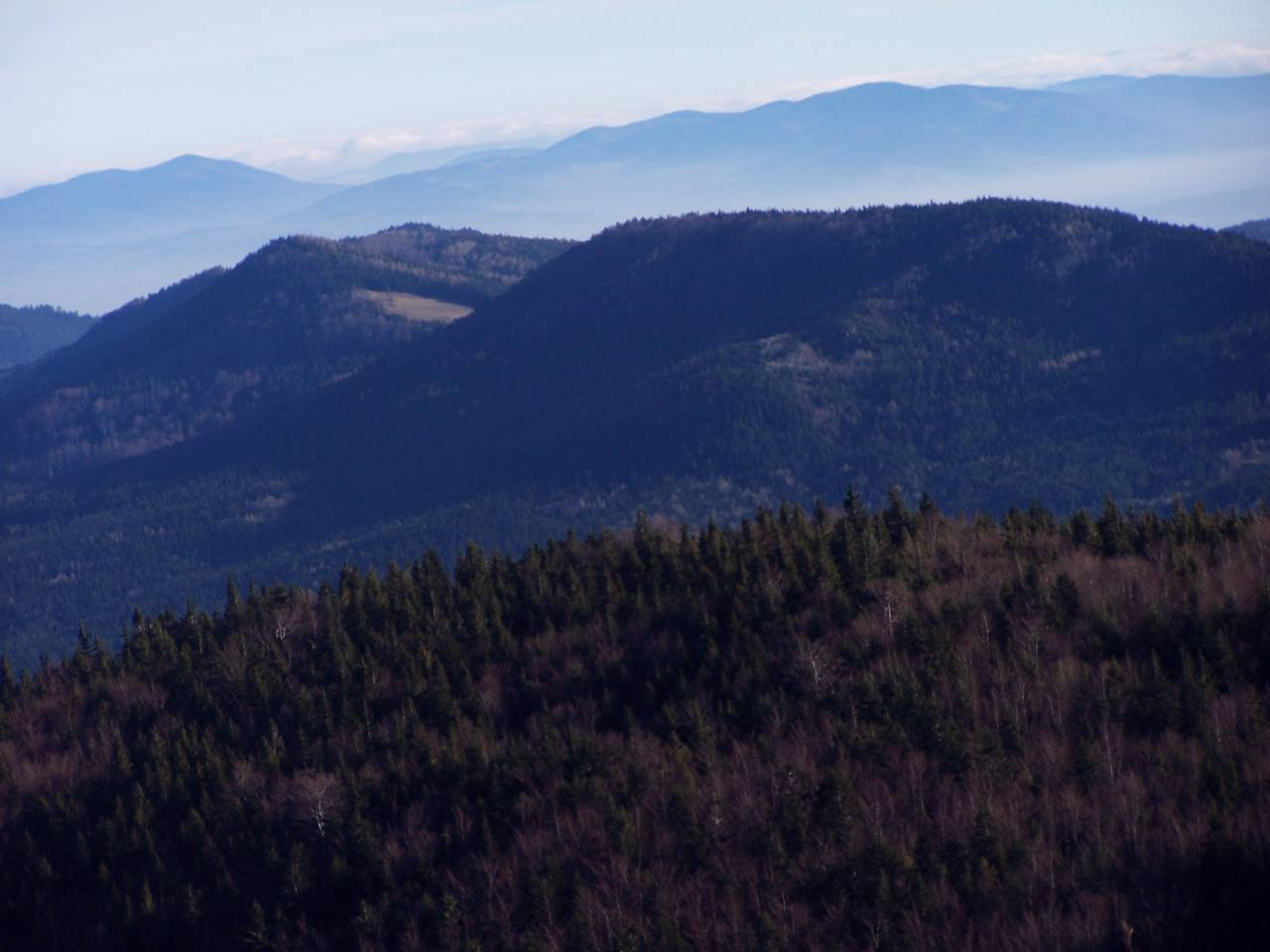
Ostra i Cichoń – widok z Mogielicy
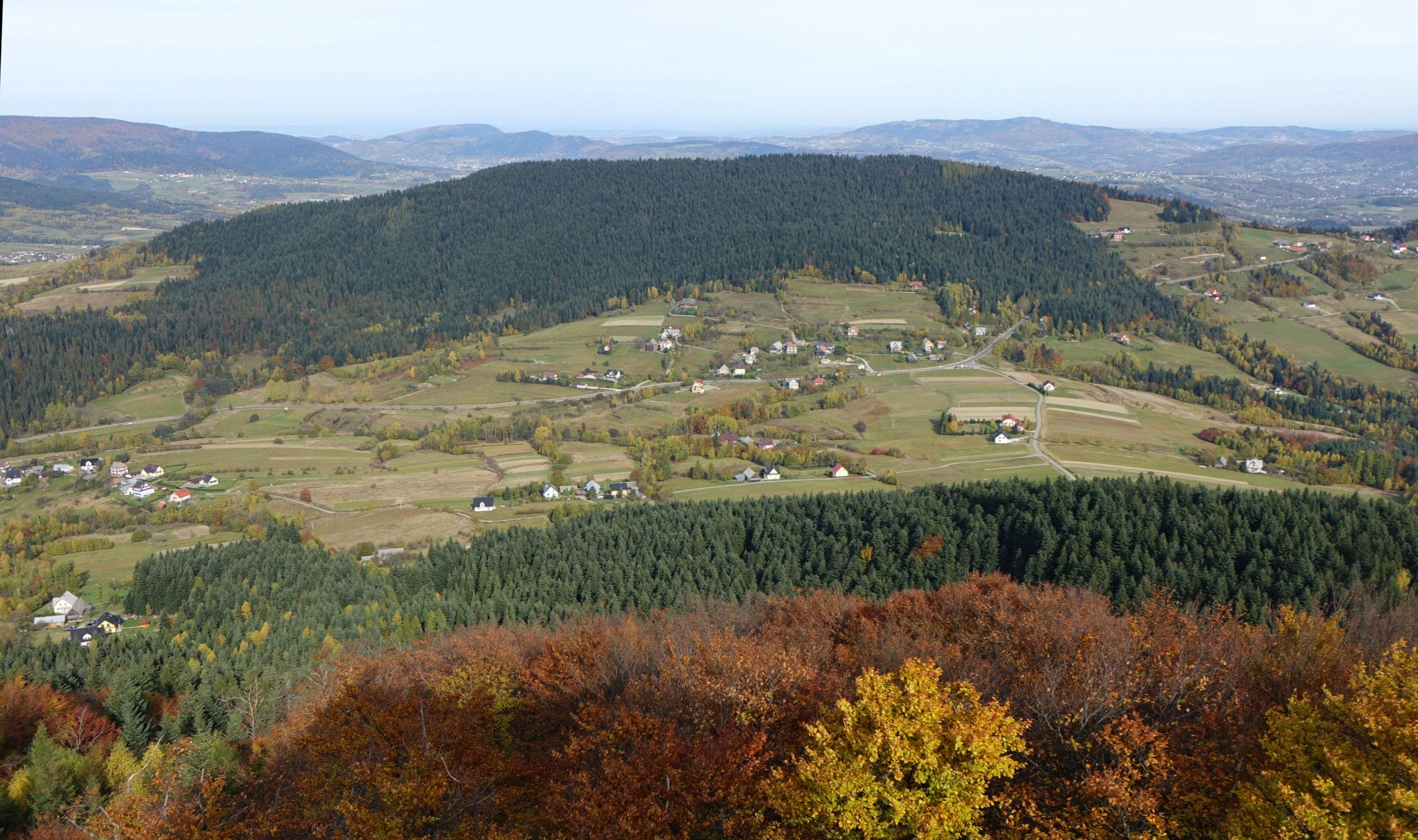
Widok z Modyni
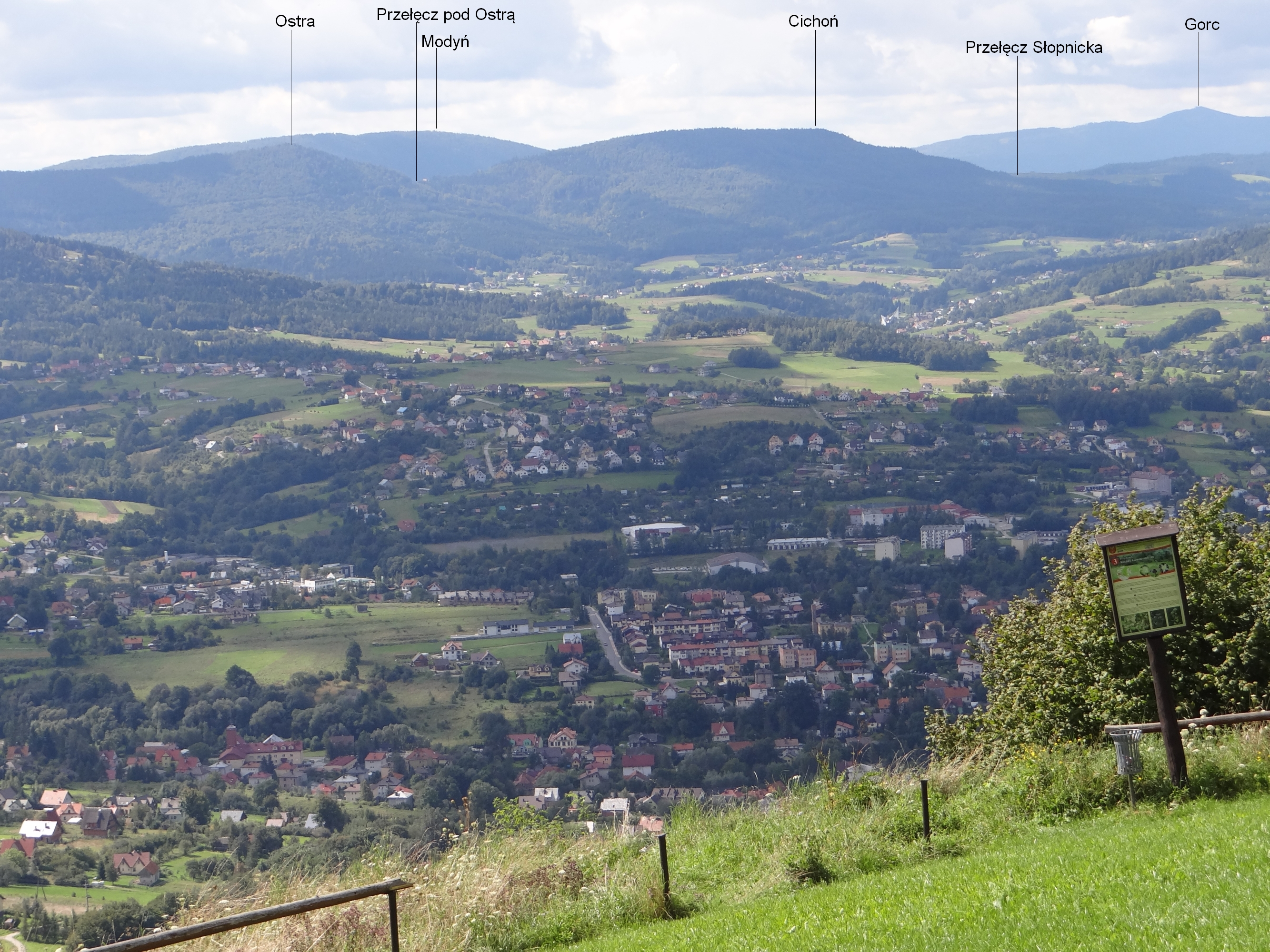
Widok z Miejskiej Góry w Limanowej
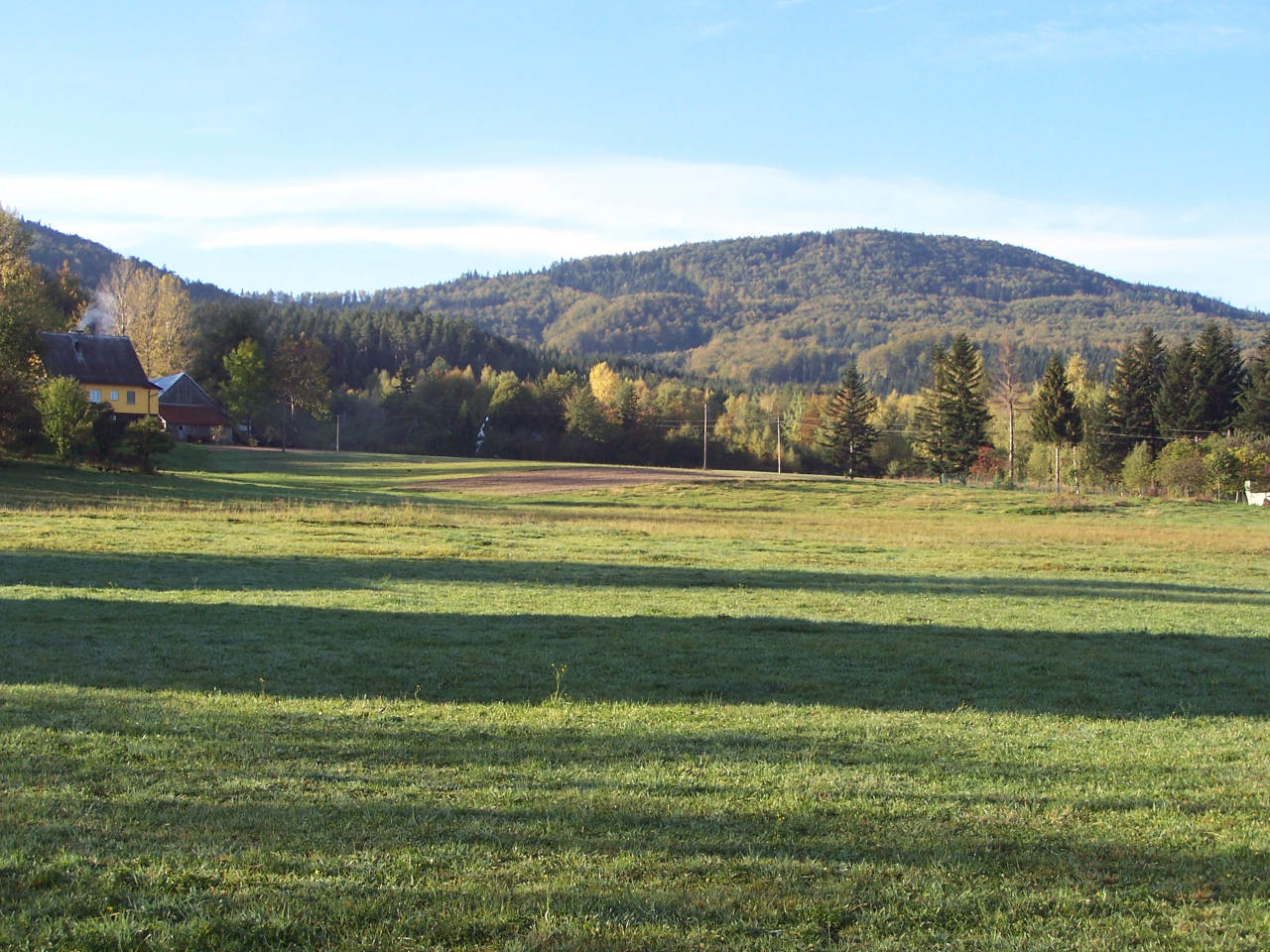
Widok ze Starej Wsi

## Szlaki turystyki pieszej
– Przełęcz Ostra-Cichoń - Cichoń - Przełęcz Słopnicka - Mogielica. Czas przejścia: 3:45 h (↓ 3 h), suma podejść 580 m
 – Modyń - Cichoń. Czas przejścia: 1:05 h (↓ 1:15 h), suma podejść 130 m.